# Vlado Badžim
Vlado Badžim, slovenski nogometaš in trener, * 21. oktober 1964, Koper.

## Igralska kariera
Badžim je bil dolgoletni nogometaš Kopra v jugoslovanski ligi, v slovenski ligi pa je igral za kluba Koper in Jadran Dekani. Skupno je v 1. SNL odigral 45 prvenstvenih tekem in dosegel tri gole. Igral je na položaju vezista. Tudi njegov sin Luka Badžim (1997) je nogometaš, ki igra trenutno za Ankaran Hrvatine na položaju branilca. 

## Trenerska kariera
Od leta 2001 deluje kot trener v klubih Jadran Šepič, Bonifika, dvakrat Koper, Domžale in od leta 2011 Ankaran Hrvatini. S klubom Jadran Šepič iz Kozine je uspešno nastopal v drugi slovenski nogometni ligi. Z Bonifiko se je v dveh sezonah iz primorske lige (4. SNL), uvrstil v 2. SNL in osvojil jesenski naslov. V spomladanskem delu 1. SNL je vodil Koper kjer je osvojil Pokal Slovenije 2006/07, prvenstvo končal na 6.mestu in se uvrstil v kvalifikacije za ligo UEFA. V sezoni 2007/08 je z Koprom prvenstvo končal na 2.mestu in izpadel v polfinalu Pokala Slovenije, ter ponovno uvrstil v kvalifikacije za ligo UEFA. Sezono 2008/09 je začel v Kopru, nato pa prestopil v Domžale in prvenstvo končal na 5. mestu. V sezoni 2009/10 je Domžale vodil do konca jesenskega dela in končal na 6. mestu. V sezoni 2011/12 je vodil Koper, na petih prvenstvenih tekmah, zamenjal ga je Milivoj Bračun. V nadaljevanju sezone je prevzel tretjeligaško ekipo Ankaran Hrvatini in prvenstvo končal na drugem mestu. Z Ankaranom je v sezoni 2012/13 osvojil 3. SNL in se z njimi posledično uvstil v drugo slovensko nogometno ligo. Po štirih drugoligaških sezonah je v sezoni 2016/17 oranžno-bele popeljal do tretjega mesta, ki je ob spletu okoliščin pomenilo napredovanje v 1. SNL. Na občinskem tekmovanju v nogometu v občini Koper je uspešno popeljal ekipo osnovnošolcev iz Škofij v finale prvenstva ter dosegel drugo mesto in uvrstitev na področno prvenstvo.